# 7mm Winchester Short Magnum

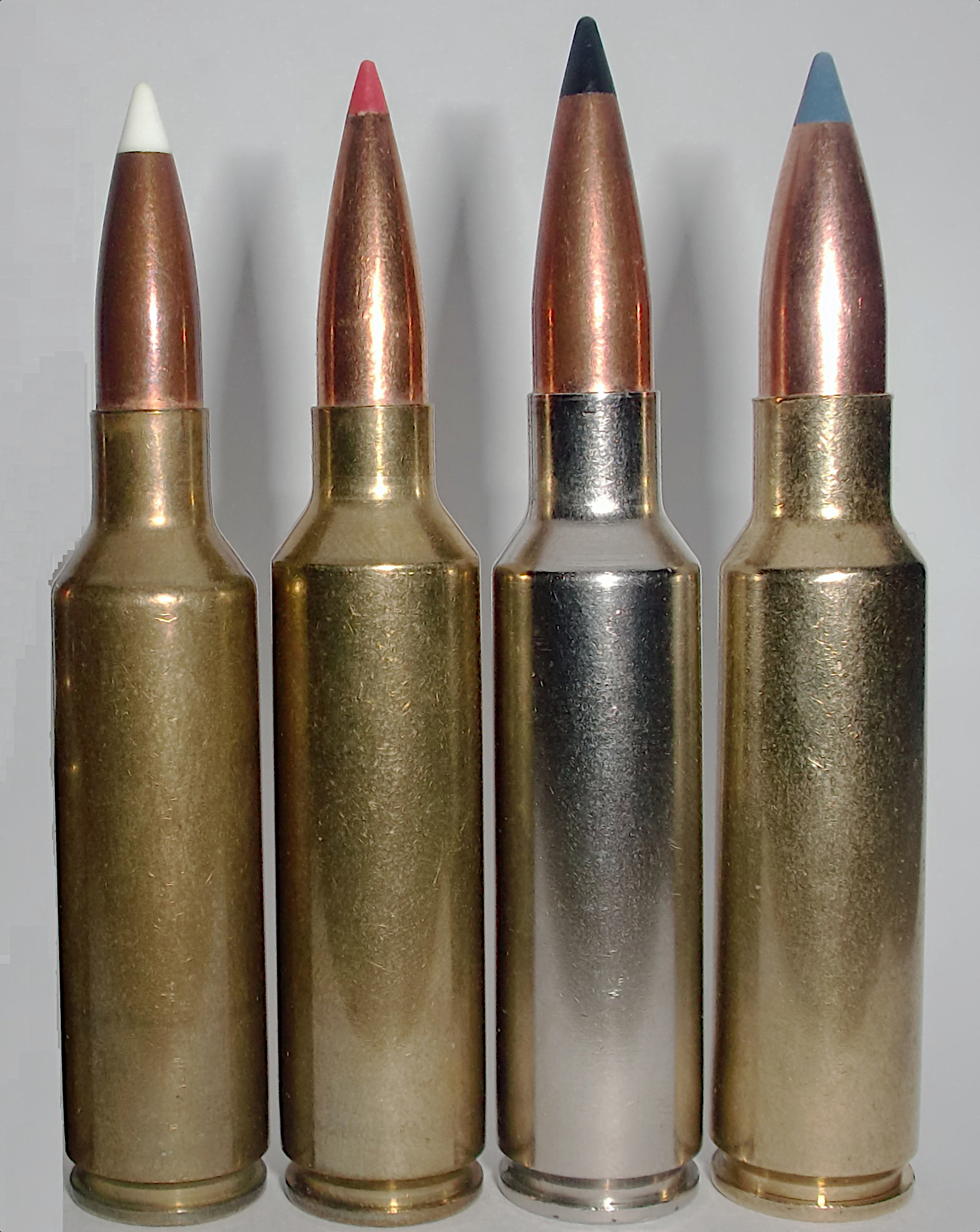
A família WSM, da esquerda para a direita: .270 WSM, 7 mm WSM, .300 WSM, .325 WSM.

O 7mm WSM (Winchester Short Magnum), é um cartucho de fogo central de rifle de calibre desenvolvido em parceria pela Winchester e pela Browning, fazendo sua estreia e sendo apresentado ao público em 2001.

## Características
A Winchester afirma que o 7mm WSM tem uma velocidade de saída do cano de 3.225 pés/s com uma bala de 140 grãos; a energia na boca do cano reivindicada é de 3.233 ft-lbs. Com uma bala de 160 grãos, a Winchester anuncia performance de 2.990 ft/s e 3.176 ft-lbs. As balas mais leves e mais curtas de 7 mm são preferidas nesses magnums de estojo curto.
O 7mm WSM não conseguiu ganhar a mesma popularidade que os outros cartuchos da família WSM. Algumas pessoas acreditam erroneamente que os estojos curtos tornam o 7mm WSM pouco adequado para balas mais pesadas, limitando a utilidade do cartucho a caça de animais menores. Nesse aspecto, não é diferente do popular 300 Winchester Magnum. Na realidade, os rifles com câmara para o 7mm WSM cronografam tipicamente 50-100 pés/s mais rápido que o 7mm Remington Magnum com todos os pesos de balas.
O custo é outro fator que limita a popularidade do 7mm WSM. Os preços desse cartucho são mais altos do que os do 7mm Remington Magnum e do .280 Remington, os quais têm desempenho semelhante ao do 7mm WSM, com o .280 Rem tendo um pouco menos de energia na saída do cano e o 7mm Rem Mag sendo aproximadamente igual.